# Wüschheim (Euskirchen)
Wüschheim ist ein Stadtteil von Euskirchen im Norden der Stadt. Am 31. Dezember 2023 hatte Wüschheim 694 Einwohner.

## Geschichte
Am 1. Juli 1969 wurde Wüschheim nach Euskirchen eingemeindet.

## Wirtschaft und Infrastruktur
Wüschheim war bis vor wenigen Jahren zusammen mit Großbüllesheim Namensgeber des Gewerbegebietes Großbüllesheim-Wüschheim, das heute IPAS heißt und das größte in Euskirchen ist.

### Gewerbe
Wüschheim ist Standort eines der größten Werke von Procter & Gamble in Europa; über 1000 Mitarbeiter stellen dort vor allem Windeln her.

### Verkehr
Der Ort liegt an der Bahn, der nächstgelegene Bahnhof ist der von Großbüllesheim. Bis in die 1990er Jahre verlief mitten durch Wüschheim die B 51, die inzwischen auf dem Abschnitt zwischen Köln und Euskirchen auf den Autobahnen A 553 und A 1 verläuft.
Wüschheim wird von den Bussen der Linien 870, 875 und 985 der Unternehmen SVE und RVK angefahren. Zusätzlich verkehren einzelne Fahrten der auf den Schülerverkehr ausgerichteten Linie 731.
| Linie | Betreiber | Verlauf |
| ----- | --------- | --- |
| 731   | SVE       | Schülerverkehr Euskirchen: Dom-Esch – Kleinbüllesheim – Großbüllesheim – Wüschheim – Kessenich – Euskirchen |
| 870   | SVE       | Euskirchen Bf – Wüschheim – Großbüllesheim – Kleinbüllesheim – Weidesheim – Kuchenheim Bf – Kuchenheim Markt – Palmersheim – Flamersheim – Kirchheim – (Steinbachtalsperre –) Niederkastenholz – Stotzheim – Roitzheim – Euskirchen Bf (Ringverkehr) |
| 875   | SVE       | Euskirchen Bf – Kleinbüllesheim – Großbüllesheim – Wüschheim |
| 985   | RVK       | Euskirchen Bf – Wüschheim – Ottenheim – Derkum – Hausweiler – Großvernich – Weilerswist Bf – Brühl Mitte (Stadtbahn) |

#### Straßennamen
In Wüschheim werden die Straßen nach Märchenerzählern benannt:
- Münchhausenstraße
- Andersenstraße
- Hauffstraße
- Gebrüder-Grimm-Straße
- P.-C.-Ettighoffer-Straße